# Sercan Sararer
Sercan Sararer Osuna (ur. 27 listopada 1989 w Norymberdze) – turecki piłkarz pochodzenia hiszpańskiego występujący na pozycji pomocnika. Zawodnik klubu Türkgücü München.

## Kariera klubowa
Sararer jest synem Hiszpanki i Turka. Treningi rozpoczął w zespole 1. FC Röthenbach. W 2000 roku przeszedł do juniorów klubu SpVgg Greuther Fürth. W 2006 roku został włączony do jego rezerw, a w 2008 roku do pierwszej drużyny, grającej w 2. Bundeslidze. Zadebiutował w niej 19 października 2008 roku w przegranym 1:3 pojedynku z TSV 1860 Monachium. 5 grudnia 2008 roku w wygranym 1:0 spotkaniu z 1. FSV Mainz 05 strzelił pierwszego gola w 2. Bundeslidze. W 2012 roku wywalczył z klubem awans do Bundesligi.

### Statystyki klubowe
Aktualne na 15 kwietnia 2019:
| Klub                 | Sezon              | Liga               | Liga  | Liga   | Puchar kraju | Puchar kraju | Europa | Europa | Inne  | Inne   | Suma  | Suma   |
| Klub                 | Sezon              | Liga               | Mecze | Bramki | Mecze        | Bramki       | Mecze  | Bramki | Mecze | Bramki | Mecze | Bramki |
| -------------------- | ------------------ | ------------------ | ----- | ------ | ------------ | ------------ | ------ | ------ | ----- | ------ | ----- | ------ |
| SpVgg Greuther Fürth | 2008/2009          | 2 Bundesliga       | 13    | 3      | 0            | 0            | –      | –      | –     | –      | 13    | 3      |
| SpVgg Greuther Fürth | 2009/2010          | 2 Bundesliga       | 12    | 0      | 0            | 0            | –      | –      | –     | –      | 12    | 0      |
| SpVgg Greuther Fürth | 2010/2011          | 2 Bundesliga       | 27    | 7      | 1            | 1            | –      | –      | –     | –      | 28    | 8      |
| SpVgg Greuther Fürth | 2011/2012          | 2 Bundesliga       | 34    | 9      | 5            | 4            | –      | –      | –     | –      | 39    | 13     |
| SpVgg Greuther Fürth | 2012/2013          | Bundesliga         | 22    | 1      | 1            | 0            | –      | –      | –     | –      | 23    | 1      |
| SpVgg Greuther Fürth | Ogólnie            | Ogólnie            | 108   | 20     | 7            | 5            | 0      | 0      | 0     | 0      | 115   | 25     |
| VfB Stuttgart        | 2013/2014          | Bundesliga         | 6     | 0      | 0            | 0            | –      | –      | –     | –      | 6     | 0      |
| VfB Stuttgart        | 2014/2015          | Bundesliga         | 7     | 0      | 0            | 0            | –      | –      | –     | –      | 7     | 0      |
| VfB Stuttgart        | Ogólnie            | Ogólnie            | 13    | 0      | 0            | 0            | 0      | 0      | 0     | 0      | 13    | 0      |
| Fortuna Düsseldorf   | 2015/2016          | 2 Bundesliga       | 24    | 3      | 2            | 0            | –      | –      | –     | –      | 26    | 3      |
| Fortuna Düsseldorf   | Ogólnie            | Ogólnie            | 24    | 3      | 2            | 0            | 0      | 0      | 0     | 0      | 26    | 3      |
| SpVgg Greuther Fürth | 2016/2017          | 2 Bundesliga       | 16    | 1      | 2            | 1            | –      | –      | –     | –      | 18    | 2      |
| SpVgg Greuther Fürth | 2017/2018          | 2 Bundesliga       | 3     | 0      | 0            | 0            | –      | –      | –     | –      | 3     | 0      |
| SpVgg Greuther Fürth | Ogólnie            | Ogólnie            | 19    | 1      | 2            | 1            | 0      | 0      | 0     | 0      | 21    | 2      |
| Karlsruher SC        | 2018/2019 w        | 3 Liga             | 9     | 0      | 0            | 0            | –      | –      | –     | –      | 9     | 0      |
| Karlsruher SC        | Ogólnie            | Ogólnie            | 9     | 0      | 0            | 0            | 0      | 0      | 0     | 0      | 9     | 0      |
| Ogólnie w karierze   | Ogólnie w karierze | Ogólnie w karierze | 173   | 24     | 11           | 6            | 0      | 0      | 0     | 0      | 184   | 30     |

## Kariera reprezentacyjna
W reprezentacji Turcji Sararer zadebiutował 24 maja 2012 w wygranym 3:1 towarzyskim meczu z Gruzją.